# Phrynobatrachus albolabris
Phrynobatrachus albolabris é uma espécie de anfíbio da família Petropedetidae.
É endémica do Gana.
Os seus habitats naturais são: pântanos e marismas intermitentes de água doce.